# Lommetjärnet (Håbols socken, Dalsland)
Lommetjärnet är en sjö i Dals-Eds kommun i Dalsland och ingår i Göta älvs huvudavrinningsområde.